# 寛元
寛元 (かんげん、旧字体：寛󠄁元)は、日本の元号の一つ。仁治の後、宝治の前。1243年から1247年までの期間を指す。この時代の天皇は後嵯峨天皇、後深草天皇。鎌倉幕府将軍は藤原頼経、藤原頼嗣。執権は北条経時、北条時頼。

## 改元
- 仁治4年2月26日（ユリウス暦1243年3月18日）：後嵯峨天皇の即位により改元。
- 寛元5年2月28日（ユリウス暦1247年4月5日）：宝治に改元。

## 寛元期におきた出来事
2年
- 4月28日：藤原頼嗣、鎌倉幕府の第5代将軍に就任。

4年
- 正月29日：後嵯峨天皇、後深草天皇に譲位。
- 3月23日：北条時頼、第5代執権となる。
- 閏4月：宮騒動（寛元の政変）。

## 西暦との対照表
※は小の月を示す。
| 寛元元年（癸卯） | 一月      | 二月※ | 三月  | 四月※ | 五月    | 六月  | 七月※ | 閏七月※ | 八月  | 九月  | 十月※   | 十一月  | 十二月※   |
| ---------------- | --------- | ----- | ----- | ----- | ------- | ----- | ----- | ------- | ----- | ----- | ------- | ------- | --------- |
| ユリウス暦       | 1243/1/22 | 2/21  | 3/22  | 4/21  | 5/20    | 6/19  | 7/19  | 8/17    | 9/15  | 10/15 | 11/14   | 12/13   | 1244/1/12 |
| 寛元二年（甲辰） | 一月      | 二月※ | 三月  | 四月※ | 五月    | 六月※ | 七月  | 八月    | 九月※ | 十月  | 十一月※ | 十二月  |           |
| ユリウス暦       | 1244/2/10 | 3/11  | 4/9   | 5/9   | 6/7     | 7/7   | 8/5   | 9/4     | 10/4  | 11/2  | 12/2    | 12/31   |           |
| 寛元三年（乙巳） | 一月※     | 二月  | 三月※ | 四月※ | 五月    | 六月※ | 七月  | 八月    | 九月※ | 十月  | 十一月  | 十二月※ |           |
| ユリウス暦       | 1245/1/30 | 2/28  | 3/30  | 4/28  | 5/27    | 6/26  | 7/25  | 8/24    | 9/23  | 10/22 | 11/21   | 12/21   |           |
| 寛元四年（丙午） | 一月      | 二月※ | 三月  | 四月※ | 閏四月※ | 五月  | 六月※ | 七月    | 八月※ | 九月  | 十月    | 十一月  | 十二月※   |
| ユリウス暦       | 1246/1/19 | 2/18  | 3/19  | 4/18  | 5/17    | 6/15  | 7/15  | 8/13    | 9/12  | 10/11 | 11/10   | 12/10   | 1247/1/9  |
| 寛元五年（丁未） | 一月      | 二月※ | 三月  | 四月※ | 五月※   | 六月  | 七月※ | 八月    | 九月※ | 十月  | 十一月  | 十二月  |           |
| ユリウス暦       | 1247/2/7  | 3/9   | 4/7   | 5/7   | 6/5     | 7/4   | 8/3   | 9/1     | 10/1  | 10/30 | 11/29   | 12/29   |           |